# Leucopis puncticornis
Leucopis puncticornis är en tvåvingeart som beskrevs av Johann Wilhelm Meigen 1830. Leucopis puncticornis ingår i släktet Leucopis och familjen markflugor. Inga underarter finns listade i Catalogue of Life.